# Czornianka
Czornianka (ukr. Чорнянка) – wieś na Ukrainie, w obwodzie chersońskim, w rejonie kachowskim, w hromadzie Tawrijśk. W 2001 liczyła 3504 mieszkańców.